# (29110) 1981 ET29
A (29110) 1981 ET29 a Naprendszer kisbolygóövében található aszteroida. Schelte J. Bus fedezte fel 1981. március 1-jén.